# Ralph Waldo Emerson
Ralph Waldo Emerson (n. 25 mai 1803, Boston, Massachusetts, SUA – d. 27 aprilie 1882, Concord, Massachusetts, SUA) a fost un poet și eseist american, liderul mișcării transcendentaliste de la începutul secolului al XIX-lea.

## Viața
Ralph Waldo Emerson s-a născut în Boston, ca fiul reverendului William Emerson, un pastor unitarian provenind dintr-o familie de lungă tradiție pastorală. Cu timpul avea să se distanțeze de doctrinele apropiaților săi, formulându-și pentru prima dată filozofia transcendentalistă în eseul său „Nature” („Natura”).
Tatăl lui Emerson, care și-a numit fiul "a rather dull scholar" („un elev cam greoi”), a murit în 1811, la mai puțin de două săptămâni de la aniversarea de 8 ani a băiatului său. Tânărul Emerson a fost trimis la Școala Latină din Boston în 1812, pe când avea doar nouă ani. În luna octombrie a anului 1817 Emerson a fost admis la Harvard și numit președintele bobocilor, o funcție care îi asigura cazarea gratuită. Emerson a primit o bursă, și, pentru a-și completa salariul infim, a dat meditații și a predat în timpul vacanței sale de iarnă, în cadrul școlii unchiului său Ripley din Waltham, Massachusetts.
După ce Emerson a absolvit Harvard-ul în 1821, la vârsta de optsprezece ani, și-a ajutat fratele la o școală pentru domnișoare înființată în casa mamei lor, asta după ce el își înființase propia școală în Chelmsford; când fratele său a plecat la Göttingen pentru a studia divinitatea, Emerson s-a ocupat singur de școală. În următorii ani, Emerson și-a câștigat existența ca director de școală, urmând apoi cursurile Harvard Divinity School și devenind pastor unitarian în 1829. O dispută cu mai-marii Bisericii privind organizarea slujbelor și rugăciunilor publice a condus la demisia lui Emerson în 1832.
Prima lui soție, Ellen Louisa Tucker, a murit de tuberculoză pe 19 februarie 1831, pe când avea doar 19 ani. Deși a fost căsătorit, multe surse indică faptul că Emerson ar fi fost bisexual. În primii ani de la Harvard s-a simțit „strangely attracted” („în mod straniu atras”) de un boboc numit Martin Gay, căruia i-a dedicat câteva poezii încărcate de tensiune sexuală. Un alt bărbat de care Emerson s-a simțit atras a fost poetul american Walt Whitman. Indiferent de pornirile lui sexuale diverse, fapt rămâne totuși că Emerson va fi profund afectat de moartea soției lui: la un an de la moartea acesteia merge la cimitir și dezgroapă cadavrul Ellenei pentru a-l mai privi o dată.    
Ralph Waldo Emerson era rudă îndepărtată cu Charles Wesley Emerson, fondator a Emerson College. Amândoi erau pastori unitarieni; Charles era un nume obișnuit în familia Emerson. Strămoșul lor, Thomas Emerson, a fost un imigrant care s-a stabilit în 1640 în Ipswich, Massachusetts și a fost progenitorul unor generații de pastori și oameni învățați.
Emerson a făcut un tur al Europei în 1832 și a scris mai apoi despre călătoriile sale în „English Traits” („Trăsături englezești”). În timpul călătoriei a avut ocazia să cunoască personal scriitori precum William Wordsworth, Samuel Taylor Coleridge, John Stuart Mill sau Thomas Carlyle. Emerson a păstrat legătura cu Thomas Carlyle până la moartea acestuia din urmă, în 1881. A fost impresarul lui Carlyle în Statele Unite. Călătoriile sale l-au adus în Anglia, Franța, Italia și Orientul Mijlociu.
În 1835, Emerson a cumpărat o casă în Cambridge and Concord Turnpike din Concord, Massachusetts, acum deschisă publicului ca și casă memorială. În scurt timp a devenit unul dintre cetățenii de vază ai orașului. Tot aici s-a căsătorit cu Lydia Jackson, a doua sa soție. El i se adresa „Lydian” și ea i se adresa „Mr. Emerson” („Domnule Emerson”). Copiii lor se numeau : Waldo, Ellen, Edith, și Edward Waldo Emerson. Ellen, prima fiică a fost numită după prima soție a lui Emerson, la sugestia Lydiei.

## Cariera literară
În septembrie 1835, Emerson, împreună cu alți intelectuali ce împărtășeau aceeași viziune, a fondat „Clubul Transcendental”, care a servit drept centru operativ al mișcării, chiar dacă revista sa „The Dial” nu a fost scoasă la tipar până în iulie 1840. Emerson și-a publicat, fără să-l semneze, primul său eseu, „Natura”, în septembrie 1836.
În 1838 a fost invitat la Harvard Divinity School pentru a ține un discurs absolvenților, care a rămas în istorie drept „Divinity School Address”. Remărcile sale au reușit să-i înfurie pe reprezentanții instituției de învățământ, ca și pe comunitatea protestantă, deoarece a negat divinitatea lui Iisus Hristos, considerându-l doar un om deosebit. La acea vreme, astfel de afirmații erau aproape inimaginabile. Din cauza lor, a fost acuzat de ateism și de otrăvire a minții tinerilor. În ciuda mugetului stârnit de critici, Emerson nu a declarat nimic în favoarea sa, lăsându-i pe alții să îl apere. A fost nevoie să treacă treizeci de ani până ca Emerson să fie invitat din nou pentru a vorbi la Harvard, iar către mijlocul anilor '80 din secolul al XIX-lea, ideile sale deveniseră deja doctrină unitariană.
La începutul anului 1842, băiatul cel mare al lui Emerson, Waldo, a murit de scarlatină. Emerson și-a exprimat durerea în două din operele sale principale : poemul „Threnody” („Elegie”) și eseul „Experience”. În același an, William James s-a născut, iar Emerson a fost de acord să-i devină naș.
Emerson și-a câștigat existența ca un conferențiar popular în New England și în zonele rurale din sud. În ocaziile în care Emerson nu a putut susține conferința, a fost suplinit de Frederick Douglass. Emerson a abordat o gamă largă de subiecte, iar multe dintre eseurile sale au avut la bază conferințele sale. 
Emerson s-a împrietenit cu Nathaniel Hawthorne și cu Henry David Thoreau, de multe ori plimbându-se cu ei prin Concord. Emerson l-a încurajat pe Thoreau la începutul carierei acestuia. Terenul pe care Thoreau și-a construit cabana de lângă eleșteul Walden îi aparținea lui Emerson. Pe timpul în care Thoreau a trăit la Walden, Emerson i-a asigurat mâncarea, în schimbul unor sarcini ușoare. După ce Thoreau a părăsit Walden, a fost găzduit în casa lui Emerson, pe când acesta era plecat într-un tur conferențiar. Legătura strânsă dintre cei doi s-a rupt după ce Emerson l-a sfătuit să-și publice prima carte, „A Week on the Concord and Merrimack Rivers” și i l-a recomandat pe impresarul său. Acesta l-a obligat pe Thoreau să împartă în mod egal cu el costurile și pierderile publicării. Cartea nu s-a bucurat de succes și Thoreau s-a văzut înglodat în datorii. Până la urmă, cei doi aveau să se împace parțial, cu toate că Thoreau l-a acuzat pe Emerson că a deviat de la filozofia sa inițială, în timp ce Emerson a început să-l considere pe Thoreau un mizantrop. Apologia lui Thoreau realizată de Emerson s-a datorat probabil reputației proaste pe care Thoreau o avea în secolul al XIX-lea.
Emerson a căpătat reputația de scriitor greoi și abstract, care cu toate acestea atrăgea un număr mare de oameni la discursurile sale. La baza scrierilor sale erau observațiile notate de Emerson în jurnalele sale, pe care a început să le completeze de când era student la Harvard. Jurnalele cuprindeau și un index. Emerson se reîntorcea la jurnalele sale, sursa sa de idei și experiențe, alegând pasaje relevante, pe care le îmbina și le închega în conferințele sale concentrate. Pentru redactarea eseurilor și predicilor sale, își reviza și șlefuia conferințele.
Emerson a fost considerat unul dintre marii oratori ai epocii sale, un om care putea cuceri masele cu vocea sa adâncă, cu entuziasmul său și cu respectul egalitar pentru audienți. Militarea lui pentru abolirea sclaviei avea să-i atragă antipatia unui sector din populație. A continut să susțină în mod radical abolirea sclaviei, nepreocupându-se pentru popularitatea sa. Datorită individualismului său, a refuzat să facă parte din vreo organizație. A susținut mereu că nu vrea adepți, vrea doar să-l redea pe om sie însuși, ca un individ autonom. Rugat, către sfârșitul vieții, să-și rezume activitatea, Emerson a declarat că rolul principal al doctrinei sale rămâne ocupat de „infinitatea omului intim”.
Conform jurnalului său, Emerson citea în 1845 din „Bhagavad Gita” și din cartea lui Henry Thomas Colebrooke „Eseuri despre Vede”. Emerson a fost puternic influențat de Vede, și mare parte din scrierile sale lasă o umbră de nondualism. Unul din exemplele cele mai clare se regăsește în eseul său, „The Over-soul” („Suprasufletul”) :
„We live in succession, in division, in parts, in particles. Meantime within man is the soul of the whole; the wise silence; the universal beauty, to which every part and particle is equally related, the eternal ONE. And this deep power in which we exist and whose beatitude is all accessible to us, is not only self-sufficing and perfect in every hour, but the act of seeing and the thing seen, the seer and the spectacle, the subject and the object, are one. We see the world piece by piece, as the sun, the moon, the animal, the tree; but the whole, of which these are shining parts, is the soul”.
„Trăim în succesiune, în diviziune, în părți, în particule. În același timp în om este sufletul întregului; tăcerea înțeleaptă; frumusețea universală, cu care fiecare parte și fiecare particulă este relaționată, eternul UNU. Și această putere profundă în care trăim și a cărei beatitudine ne este accesibilă, nu este doar auto-suficientă și perfectă la orice oră, ci actul perceperii și obiectul perceput, spectatorul și spectacolul, subiectul și obiectul, sunt una. Noi vedem lumea bucată cu bucată, luna, soarele, animalul, copacul; dar întregul, din care acestea sunt părți strălucitoare, este sufletul.”
Emerson a fost influențat încă de la începuturile activității literare de eseurile scriitorului francez Montaigne. Din acele scrieri a preluat stilul conversațional, subiectiv și pierderea credinței într-un Dumnezeu personal. Emerson nu a citit opera lui Kant, dar a citit interpretarea lui Coleridge a idealiștilor transcendentaliști germani. Această lectură l-a condus pe Emerson spre ideile sale neobișnuite despre Dumnezeu și suflet.
Emerson este îngropat în cimitirul Sleepy Hollow, din Concord, Massachusetts.

## Volume traduse în limba română
- Esseuri, București, Casa Școalelor, 1945
- Eseuri, București, Editura pentru Literatură Universală, 1968